# Miguel Palacios Celi

## Biografía
Pedro Miguel Palacios Celi nació en Piura, el 23 de abril de 1954, es un médico cirujano ginecólogo - obstetra, docente universitario, investigador, empresario y escritor piurano. Ha sido dirigente estudiantil universitario en el Centro de Estudiantes de Medicina (CEM) de la Universidad Nacional de Trujillo, en el periodo 1979 - 1981, posteriormente en la Federación Universitaria, luego Secretario General de la Federación Médica de Trujillo, filial de la Federación Médica Peruana. Fue presidente del Comité Nacional de Salud Pública del Colegio Médico del Perú (2012-2013); Decano Nacional del Colegio Médico del Perú en la gestión 2016 – 2018; y es, desde enero de 2020, por segunda oportunidad, Decano Nacional del Colegio Médico del Perú para el periodo 2020 – 2022.
Palacios Celi fundó la “Maternidad Bolognesi”, en 1992, que funcionó hasta el 2001 en Trujillo; el servicio de ayuda diagnóstica “Natalié del Pilar”, de 1993 a 2007, y la clínica “Virgen del Pilar”, de 2002 a 2010, ambas en la misma ciudad.

### Primeros años, estudios y familia
Miguel Palacios nació en Piura, Perú. Hijo de Miguel Segundo Palacios y de María Julia Celi de Palacios. Ingresó a la Universidad Nacional de Trujillo, en la cual estudió Medicina y obtuvo el título de médico cirujano el 8 de setiembre de 1982. Es miembro de la XVI Promoción de Medicina de la Universidad Nacional de Trujillo (UNT) y realizó el residentado médico en el Hospital Regional de Trujillo, en la especialidad de ginecología, del 1 de enero de 1985 al 31 de diciembre de 1987.
Realizó estudios sobre infertilidad en España, en 1990, y se licenció en Medicina y Cirugía en dicho país. Casado con María Leonor Iberico Ventura, es padre de siete hijos: Karin, Miguel, Pilar, José Carlos, Bárbara, Fiorella y Natalié.
El 15 de octubre de 2008 recibió un trasplante de hígado en el Hospital Almenara de EsSalud.

### Trayectoria
Sirvió como médico general en un campamento petrolero y en el penal de Trujillo. Fue residente de ginecología en el Ministerio de Salud (MINSA); ginecólogo en EsSalud - Hospital Nacional Almanzor Aguinaga, de Chiclayo; ginecólogo del Hospital “Albrecht” de Trujillo; ginecólogo de Cooperativas Agrarias de Pomalca y Tumán; ginecólogo de hospitales municipales; y de servicios privados de salud. Ejerció como docente en la cátedra de Ginecología en la Facultad de Medicina de la Universidad Nacional de Trujillo. En la misma ciudad fue docente del MINSA, ginecólogo por el mismo ministerio y gerente médico de la clínica “Virgen del Pilar”

### Publicaciones
Palacios ha publicado más de cuatro libros y es autor de numerosos escritos de ginecología, salud pública, temas políticos, gremiales y sociales. Cuenta con 360 artículos publicados en el portal articulo.org  además de otros incluidos en revistas de ginecología, la revista Acta Médica Peruana (CMP), y diarios del Perú. 

#### Libros publicados
- El trasplantado. 1° edición, 2016, editado por A.F.A. Editores e importadores S.A., Jr. Contumazá 1060, Lima 1.
- Memorias de un partero. 1° edición 2016. Editado e impreso por REP SAC, Cervantes 485-502, San Isidro, Lima 27.
- El trasplantado, segunda edición 2017, editado e impreso por REP SAC, Cervantes 485- 502, San Isidro, Lima 27.
- Voces del alma. Lima, 1° edición 2018. Editado e impreso por REF SAC, Cervantes 485- 502, San Isidro, Lima 27.

### Reconocimientos
- En 2021, Palacios Celi fue distinguido por la Universidad Nacional Mayor de San Marcos (UNMSM) por su rol protagónico en la lucha contra la pandemia del Covid-19 en el Perú.[3]
- La Facultad de Medicina de la Universidad Nacional de Trujillo, le otorgó un diploma el 5 de octubre del 2021 en mérito a su destacada participación en la atención del médico peruano en la pandemia del Covid-19.
- Además, recibió un reconocimiento institucional de la misma universidad por “su prestigio y méritos notables”, extendida el 12 de octubre del 2021.
- El 23 de abril del 2021, la Municipalidad de San Isidro, en Lima, expresó su reconocimiento a Palacios Celi, con una medalla en mérito a su destacada trayectoria y contribución a la salud en beneficio de la población, según Resolución de Alcaldía N°141 -2021-MSI.